# Restaurant Empire II
Restaurant Empire II  (chinês tradicional: 奇蹟餐廳2, chinês simplificado: 奇迹餐厅2, pinyin: Qí Jì Cān Tīng 2) é a sequência do jogo Restaurant Empire, produzido pela Enlight.
O jogo possui novos temas para restaurantes americanos, mais de 700 peças de decoração interna e externa, adição de cozinha germânica, entre outros aspectos.